# Biobío
 Ovo je glavno značenje pojma Biobío. Za istoimenu regiju pogledajte VIII. regija Biobío.
Biobío (poznata i kao Bío Bío i Bio-Bio) je druga po veličini rijeka u Čileu, veća je samo Loa.

## Tok
Rijeka izvire iz jezera Icalma i Galletué u Andama i teče 380 km prema zapadu te se u zaljevu Arauco ulijeva u Tihi ocean. S površinom porječja od 24.264 km² treće je po veličini u zemlji nakon rijeka Loe i Río Baker. Sa širinom od 1 km najšira je čileanska rijeka.

## Pritoke
Glavne pritoke Biobia su Malleco i Laja.

## Mostovi
Na gradskom području Concepcióna, se nalaze četiri mosta Biobío željeznički most sagrađen 1889. godine, Biobío most iz 1942.,  most Juana Pabla II iz 1973. te Llacolén most sagrađen 2000. godine.

## Povijest
Rijeka je postala granicom španjolske vlasti u Južnoj Americi i plemena Mapuchea završetkom Araukanskog rata 1883. godine.

## Vanjske poveznice
- Karta Biobío rijeke